# Liste von Teemuseen
Die Liste von Teemuseen gibt einen Überblick zu Teemuseen, also zu Museen, die sich der Geschichte, dem Anbau, der Produktion und der Vermarktung von Tee widmen. Die Liste erhebt keinen Anspruch auf Vollständigkeit.

## Deutschland
| Bezeichnung              | Bild           | Standort                                         | Bundesland    | Errichtung Einweihung | Weitere Informationen                                                                 |
| ------------------------ | -------------- | ------------------------------------------------ | ------------- | --------------------- | ------------------------------------------------------------------------------------- |
| Ostfriesisches Teemuseum | weitere Bilder | Norden (Landkreis Aurich in Ostfriesland) (Lage) | Niedersachsen |                       |                                                                                       |
| Bünting Teemuseum        | weitere Bilder | Leer, Brunnenstraße 33 (Lage)                    | Niedersachsen |                       | Teemuseum der Bünting-Gruppe; siehe auch Liste der Baudenkmale in Leer (Ostfriesland) |

## Weitere
| Bezeichnung                       | Bild           | Standort                                                     | Staat                  | Errichtung Einweihung | Weitere Informationen                |
| --------------------------------- | -------------- | ------------------------------------------------------------ | ---------------------- | --------------------- | ------------------------------------ |
| Nationales chinesisches Teemuseum | weitere Bilder | Shuangfeng, Longjing Road, Hangzhou, Provinz Zhejiang (Lage) | Volksrepublik China    | 1991                  |                                      |
| Teemuseum Munnar                  | weitere Bilder | Munnar (Idukki-Distrikt, Kerala) (Lage)                      | Indien                 | 2005                  | siehe auch Teeanbau in Indien#Museum |
| Bramah Tea and Coffee Museum      | weitere Bilder | London, 40 Southwark Street, SE1 (Greater London) (Lage)     | Vereinigtes Königreich | 1992                  | 2008 aufgelöst                       |